# 移动维修系统

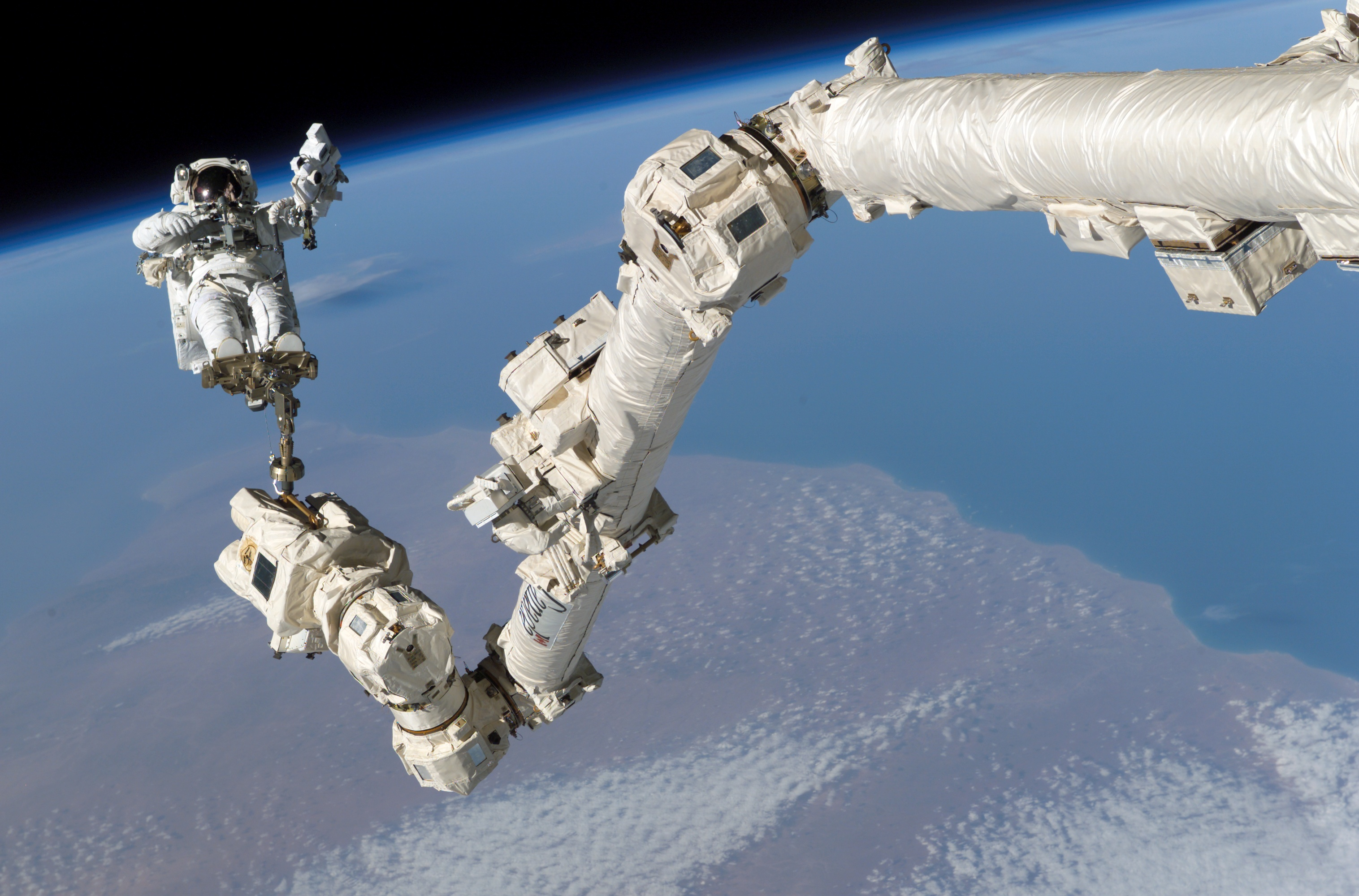
宇航员斯蒂芬·罗宾逊在STS-114任务期间固定在MSS的底部

移动维修系统（Mobile Servicing System，简称MSS，更广为人知的是它主要的部件加拿大臂2）是连接在国际空间站上的1个机器人系统。在空间站的装配和保养上扮演着关键的角色。它在空间站的周围搬运设备和补给，帮助宇航员在太空中工作，在空间站上安装设备和其他载荷。宇航员接受特殊的训练，以使他们能够使用各种系统来完成这些工作。
移动维修系统由空间站远距离机械手（Space Station Remote Manipulator）、移动远距离维修基础系统（Mobile Remote Servicer Base System）、专用灵巧机械手又称“加拿大手”（Special Purpose Dexterous Manipulator）所组成。这个系统由美国提供的运载车装载，能沿着综合桁架结构的轨道移动。
MSS作为加拿大太空總署对国际空间站所作的贡献的一部分，由MDA Space Missions设计和制造。

## 加拿大臂 2

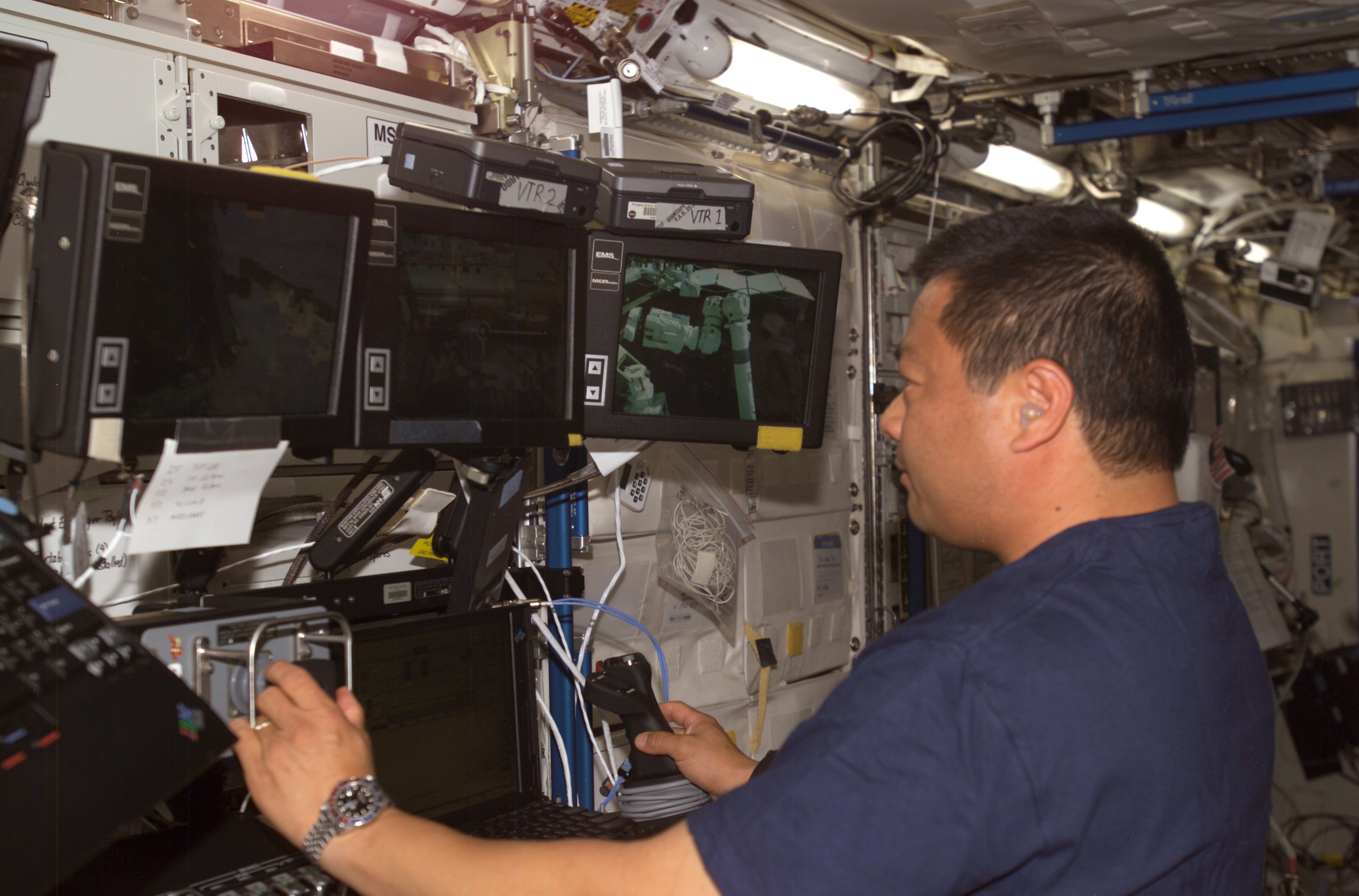
宇航员焦立中在命运舱中控制加拿大2号臂

由代号STS-100的任务于2001年4月发射。同航天飞机上的"加拿大臂"相比，这个新一代的加拿大臂是一个更大的，更加先进的改进型号。加拿大2臂，最大伸展时连同7个机动化关节，总长17.6米(57.7 英尺)，总重1,800 公斤(4,000磅)，直径35厘米(13¾ 英寸)。加拿大臂最大负荷超过116,000公斤(256,000磅)。并且可以帮助航天飞机停靠国际空间站。加拿大臂2的官方名称是空间站远距离机械手系统（Space Station Remote Manipulator System）简称SSRMS。它可以自我重定位，能用像蠕虫一样的动作，点对点的移动至空间站的许多部分。加拿大臂2必须依靠PDGFs装置，这种装置通过它的闭锁式末端传感器向加拿大臂输送能量，数据和视频。加拿大臂也可以由移动运载车运载至综合桁架结构的全部行程。
大部分时间里，机械臂的操作者可以通过机器人工作站（Robotic Work Station）简称RWS上的3个LCD显示屏看清他们正在进行的工作。MSS上有2个RWS单元，一个RWS单元操纵MSS一次。在建成后完整的国际空间站上，一个RWS单元位于命运号实验舱，另一个位于圆顶屋内。目前，所有的RWS单元都在命运号试验舱内，RWS单元有2套操纵杆:1套旋转式手动操纵杆，1套平移式手动操纵杆。外加显示和控制面板，以及便携式电脑。

## 移动基座系统

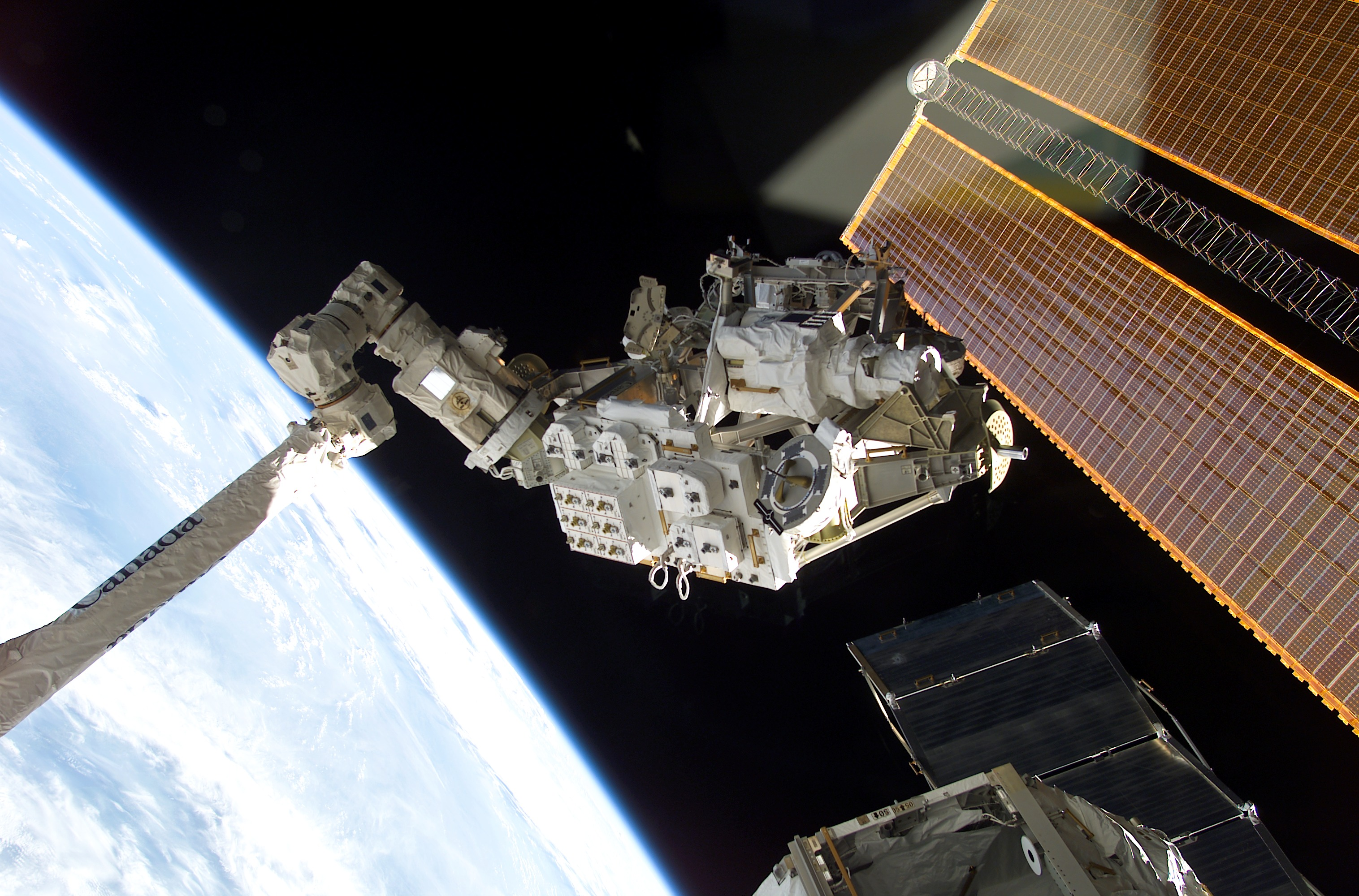
移动基座系统平台在STS-111任务中工作

移动基座系统（Mobile Base System）简称MBS，是加拿大臂2的基座平台。它于任务STS-111中安装在空间站上。这个基座安装在能使它沿着空间站桁架的轨道运动的移动传送器上，当加拿大臂2安装在基座上时，它能以2.5厘米/秒的最高速度移动至空间站桁架的任何一点。移动基座系统由铝制成。预期使用寿命至少15年，同加拿大臂2一样，由MD Robotics公司制造。 
MBS也被用于支援宇航员的舱外作业，它提供了储存工具和设备的场所和一些安全设施。当需要时，宇航员甚至可以骑在MBS上沿着空间站桁架移动。

## 专用灵巧机械手

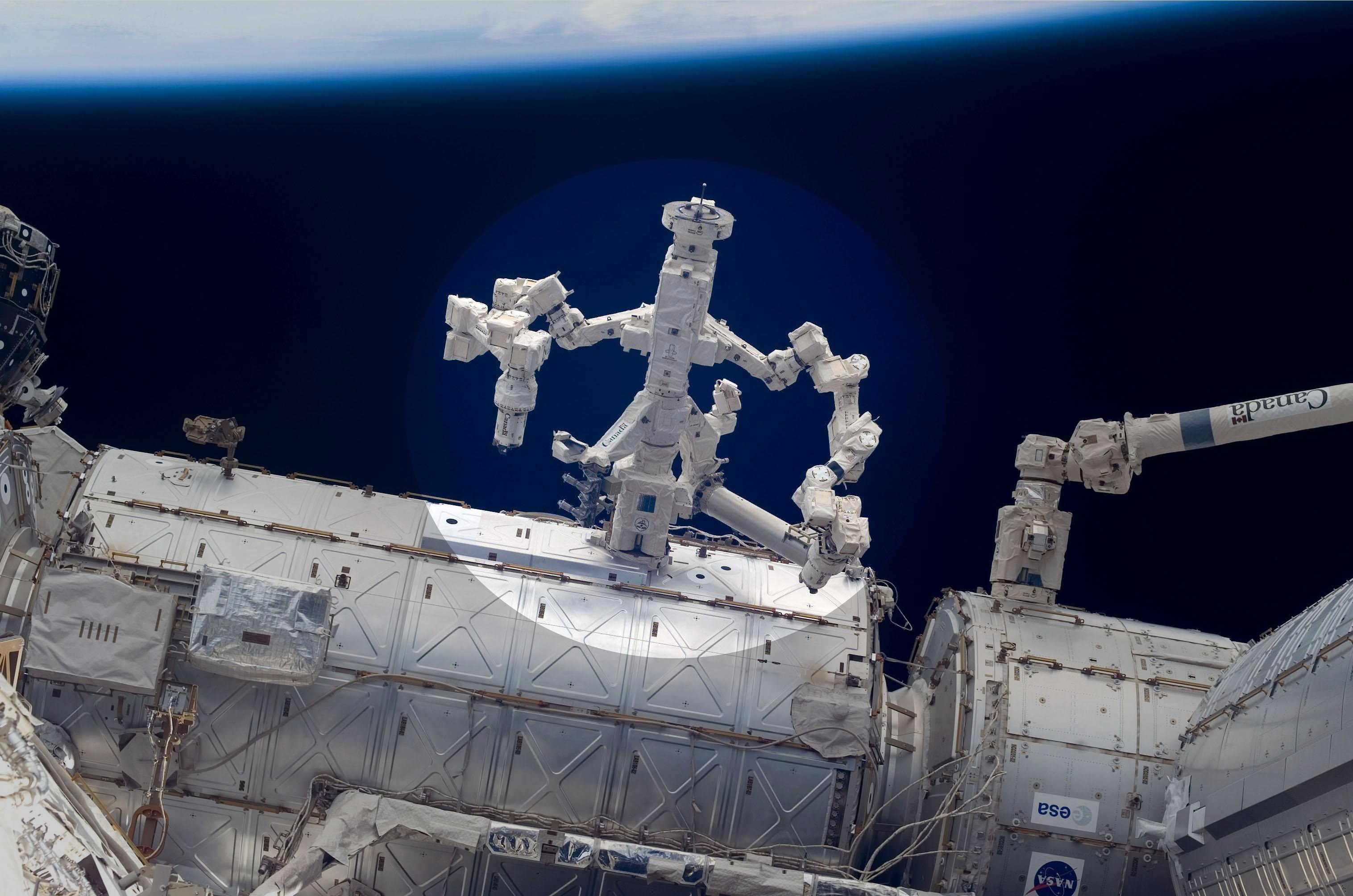
Dextre就像是遙控機器人，可以減少太空人進行艙外維護的次數及其風險

专用灵巧机械手(Special Purpose Dexterous Manipulator (SPDM))，是个更小的机械装置，用于在太空行走时，替代现在由宇航员进行的精密装配的工作，仿真测试已经由加拿大宇航局位于渥太华的戴维·佛罗里达实验室完成。机械手于2008年3月11日由代号STS-123的任务发射。

## 外部連結
- ISS Assembly: Canadarm2 and the Mobile Servicing System （页面存档备份，存于）
- Canadian Space Agency information about Canadarm2 （页面存档备份，存于）